# The Daughter of Rosie O’Grady
The Daughter of Rosie O’Grady ist ein US-amerikanisches Filmmusical aus dem Jahr 1950 von David Butler mit June Haver in der Titelrolle. Der Film wurde von Warner Bros. produziert und erschien in Deutschland in der Originalfassung mit deutschen Untertiteln.

## Handlung
Während einer Parade für die Heimkehrer aus dem Spanisch-Amerikanischen Krieg kommen die Schwestern Patricia und Maureen O’Grady am Vaudeville-Theater von Tony Pastor vorbei. Die jungen Frauen wollen ihrem Vater Dennis Mittagessen zur Arbeit bringen. Tony hat sich als Gammler verkleidet und bittet sie um etwas zu essen. Sie schenken ihm das Lunchpaket.
Miklos Teretzky will seinen alten Freund Dennis dazu bringen, seine drei Töchter über die Unmoral von Männern aufzuklären. Dennis weiß nicht, dass seine älteste Tochter Kate mit Jim Moore verheiratet ist und ein Kind erwartet. Sie haben die Hochzeit verheimlicht, da es für das Paar schwierig ist, kurz nach dem Krieg eine Wohnung zu finden.
Patricia findet heraus, dass der Mann, dem sie das Mittagessen gegeben hat, kein Gammler, sondern ein Schauspieler ist. Sie kehrt zum Theater zurück um sich zu beschweren. Tony entschuldigt sich und erfährt, dass Patricia die Tochter von Rosie O’Grady, einer berühmten, verstorbenen Vaudeville-Darstellerin, ist. Er schreibt ein Lied mit dem Titel The Daughter of Rosie O’Grady und spielt es den Schwestern zu Hause vor. Der heimkehrende Vater, ein ehemaliger Schauspieler, macht das Theaterleben für den Tod seiner Frau verantwortlich, daher gibt Patricia Tony als Collegefreund aus. Dennis ist beeindruckt und ermuntert die beiden, sich weiterhin zu treffen.
Bei einer Feier mit den anderen Ensemblekollegen erzählt Patricia Tony von ihrem Wunsch ans Theater zu gehen. Tony besteht darauf, ihrem Vater die Wahrheit über sich und seinen Beruf zu sagen. Der wütende Dennis wirft Tony daraufhin aus dem Haus und schließt Patricia in ihr Zimmer ein. Patricia kann sich hinausschleichen und kommt bei Miklos und seiner Frau unter. Sie tritt in Tonys Theater auf und wird schnell zu einer Berühmtheit.
Dennis erfährt, dass eine seiner Töchter Zwillinge erwartet. Er glaubt, dass Patricia die zukünftige Mutter sei und, obwohl bislang abstinent, betrinkt sich in einer Bar. Der Barkeeper ruft die Polizei und Jim, mittlerweile Polizist geworden, bringt Dennis nach Hause. Tony hilft Jim und Kate, eine Wohnung zu finden. Als Dennis davon erfährt, verstößt er Katie und auch die unschuldige Maureen.
Tony richtet eine Weihnachtsfeier aus. Miklos erzählt Patricia, dass ihr Vater schwer krank sei. Tony schickt Patricia nach Hause. Er liebt sie viel zu sehr, als dass er zwischen ihr und ihrem Vater stehen will. Patricia und Maureen kommen zu Hause an, bepackt mit Geschenken und je einem Weihnachtsbaum. Auch Jim erscheint mit einem Baum und informiert die Familie, dass Katie kurz vor der Geburt ihrer Kinder stehe. Die wiedervereinigte Familie besucht gemeinsam Tonys Theater. Zum ersten Mal sieht Dennis Patricia auf der Bühne. Sie lädt ihren Vater ein, mit ihr gemeinsam ein Stück darzubieten. Kurz darauf erscheint Jim und verkündet die Geburt von Drillingen. Tony reicht Patricia einen Verlobungsring.

## Produktion
Gedreht wurde der Film von Anfang August bis Anfang Oktober 1949 in den Warner-Studios in Burbank.
Die im Film auftretende Person Tony Pastor basiert auf Antonio Pastor (1837–1908), der 1881 das erste Vaudeville-Theater, das Fourteenth Street Theater, gründete.

## Stab und Besetzung
Für die Kostüme war Marjorie Best verantwortlich. William Travilla schuf die Kleider von June Haver. William C. McGann und Hans F. Koenekamp kreierten die Spezialeffekte, Monty Westmore und sein Onkel Perc sorgten für das Make-up.
In kleinen nicht im Abspann erwähnten Nebenrollen traten Sue Casey, Franklyn Farnum, Creighton Hale und Irene Seidner (als Mrs. Teretzky) auf.
Für Debbie Reynolds war es die erste Sprechrolle in einem Film.

## Musik
Ray Heindorf war der musikalische Direktor, LeRoy Prinz der Choreograph der Musicalnummern. Frank Perkins leitete das Studioorchester.
Für den Film wurden folgende Songs geschrieben:
- As We Are Today von Ernesto Lecuona und Charles Tobias
- A Farm on Old Broadway von Maurice K. Jerome und Jack Scholl
- What Am I Going to Tell Them at the Yacht Club? von Maurice K. Jerome und Jack Scholl
- My Own True Love and I von Maurice K. Jerome und Jack Scholl
- Winter Serenade von Maurice K. Jerome und Jack Scholl
- Just One Girl von Lyn Udall und Karl Kennett
- The Picture That's Turned to the Wall von Charles Graham

Mehrere Songs wurden nicht für den Film geschrieben, aber im Film aufgeführt:
- Moonlight Bay von Percy Wenrich und Edward Madden
- Ma Blushin' Rosie von John Stromberg und Edgar Smith
- O Little Town of Bethlehem von Lewis Redner und Phillips Brooks
- The Rose of Tralee von Charles Glover und C. Mordaunt Spencer
- The Daughter of Rosie O’Grady von Walter Donaldson und Monte Brice
- Semper Fidelis von John Philip Sousa
- The Thunderer von John Philip Sousa
- Chatterbox Rag (Komponist unbekannt)

## Veröffentlichung
Die Premiere des Films fand am 30. März 1950 in New York statt. In der Bundesrepublik Deutschland wurde er am 5. Dezember 1998 im deutschen Fernsehen in der Originalfassung mit deutschen Untertiteln ausgestrahlt.

## Kritiken
Das Lexikon des internationalen Films schrieb: „Thematisch konventioneller Musik-und Tanzfilm, der aber dank Routine und unverbrauchten Darstellerinnen und Darstellern grundsolide unterhält.“
Bosley Crowther von der The New York Times nannte den Film ein Standard-Musical mit einer formelhaften Geschichte.

## Auszeichnungen
June Haver wurde 1950 für den Laurel Award in der Kategorie Top Female Musical Performer nominiert.